# 石川郡
- 令制国一覧 > 東山道 > 磐城国 > 石川郡
- 日本 > 東北地方 > 福島県 > 石川郡

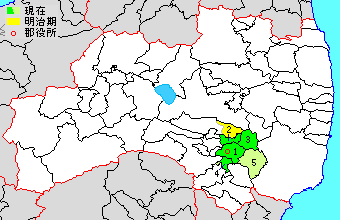
福島県石川郡の範囲（1.石川町 2.玉川村 3.平田村 4.浅川町 5.古殿町 薄緑：後に他郡から編入した区域）

石川郡（いしかわぐん）は、福島県（陸奥国・磐城国）の郡。
人口34,347人、面積456.52km²、人口密度75.2人/km²。（2025年2月1日、推計人口）
以下の3町2村を含む。
- 石川町（いしかわまち）
- 玉川村（たまかわむら）
- 平田村（ひらたむら）
- 浅川町（あさかわまち）
- 古殿町（ふるどのまち）

## 郡域
1878年（明治12年）に行政区画として発足した当時の郡域は、上記3町2村から古殿町および浅川町の一部（小貫・大田輪）を除き、須賀川市のおおむね阿武隈川以東を加えた地域である。

## 歴史
永承6年（1051年）、源有光は父頼遠とともに陸奥守源頼義に従って奥州に下向、前九年の役に従軍した。頼遠は厨川柵で戦死したが有光が父に代わって軍を指揮。康平6年（1063年）、有光は軍功により白河郡のうち阿武隈川東岸の北東部に位置する石川郷の地を与えられた。以来石川氏を称して勢力を拡げ、同地に自らの荘園・石川庄を築いた。これが後に石川郡として白河郡から分立した。

### 近代以降の沿革
- 「旧高旧領取調帳」に記載されている明治初年時点での支配は以下の通り。（75村）

| 知行         | 知行                   | 村数 | 村名 |
| ------------ | ---------------------- | ---- | --- |
| 幕府領       | 幕府領                 | 47村 | 福貴作村、里白石村、染村、滝輪村、浅川村、簔輪村、袖山村、根岸村、大草村、中里村、松野入村、大畑村、畑田村、山白石村、板橋村、高田町村、下泉町村、内槙村、外槙村、母畑村、湯郷渡村、北山村、中田村、双里村、形見村、谷沢村、坂路村、谷地村、北山形村、南山形村、山形村、沢井村、赤羽村、新屋敷村、中倉村、永田村、北向村、大柿村、小高村、竜崎村、岩法寺村、北須釜村、山新田村、山小屋村、南須釜村、笠石村、成田村 |
| 藩領         | 陸奥白河藩             | 11村 | 矢吹村、矢吹新田、中畑村、中畑新田村、大畑村、堤村、神田村、松崎村、中野目村、明岡村、明岡新田 |
| 藩領         | 常陸土浦藩             | 9村  | 上中田村、鴇子村、上蓬田村、下蓬田村、蓬田新田村、九生滝村、西山村、小平村、駒形村 |
| 藩領         | 下総多古藩             | 4村  | 蒜生村、中村、吉村、曲木村 |
| 藩領         | 常陸笠間藩             | 2村  | 中野村、塩沢村 |
| 幕府領・藩領 | 幕府領・土浦藩         | 1村  | 東山村 |
| 幕府領・藩領 | 幕府領・多古藩・笠間藩 | 1村  | 川辺村 |

- 慶応2年6月19日（1866年7月30日） - 白河藩が棚倉藩に転封。旧領は幕府領となり、二本松藩が管轄。
- 慶応4年2月1日（1868年2月23日） - 棚倉藩が白河藩に転封（実行されず）。
- 明治元年
  - 12月7日（1869年1月19日）
    - 陸奥国が分割され、本郡は磐城国の所属となる。
    - 白河藩領が磐城守山藩取締地となる。

  - 12月24日（1869年2月5日） - 白河藩が棚倉藩に転封（現状に即した形となる）。
  - 明治2年8月7日（1869年9月12日） - 幕府領・旗本領と守山藩取締地が白河県の管轄となる。
- 明治初年
  - 土浦藩領、笠間藩領が白河県の管轄となる。
  - 大畑村が東大畑村に改称。
  - 北向村・大柿村が合併して小松原村となる。（74村）
- 明治4年
  - 7月14日（1871年8月29日） - 廃藩置県により藩領が多古県となる。
  - 11月2日（1871年12月13日） - 第1次府県統合により平県の管轄となる。
  - 11月29日（1872年1月9日） - 平県が磐前県に改称。
- 明治7年（1874年）（73村）
  - 磐前郡上北方村、下北方村の所属郡が当郡に変更[5]。
  - 高田町村・下泉町村・内槙村・外槙村が合併して石川村となる。
- 明治8年（1875年）（75村）
  - 阿武隈川以西の11村（矢吹村、矢吹新田、中畑村、中畑新田、大畑村、堤村、神田村、松崎村、中野目村、明岡村、明岡新田）の所属郡が白河郡（現・西白河郡）に[6]、2村（笠石村、成田村）の所属郡が岩瀬郡にそれぞれ変更。
  - 岩瀬郡のうち阿武隈川以東の14村（堤村、江持村、狸森村、大栗村、四辻新田村、田中村、日照田村、市野関村、小作田村、雨田村、上小山田村、下小山田村、小倉村、塩田村）の所属郡が当郡に変更。
  - 上中田村が中田村に合併。
- 明治9年（1876年）
  - 8月21日 - 第2次府県統合により福島県の管轄となる。
  - 矢吹新田村が矢吹村に合併。（74村）
- 明治12年（1879年）1月27日 - 郡区町村編制法の福島県での施行により行政区画としての石川郡が発足。郡役所を石川村に設置。
- 明治15年（1882年） - 上北方村・下北方村が合併して北方村となる。（73村）
- 明治19年（1886年） - 明岡村・明岡新田が合併して明新村となる。（72村）

### 町村制以降の沿革

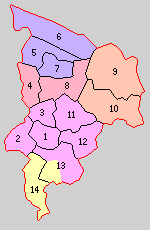
1.石川村 2.沢田村 3.野木沢村 4.泉村 5.川東村 6.小塩江村 7.大森田村 8.須釜村 9.蓬田村 10.小平村 11.母畑村 12.中谷村 13.山橋村 14.浅川村（紫：須賀川市 桃：石川町 赤：玉川村 橙：平田村 黄：浅川町）

- 明治22年（1889年）4月1日 - 町村制の施行により以下の村が発足。（14村）
  - 石川村（単独村制。現・石川町）
  - 沢田村 ← 沢井村、赤羽村、新屋敷村（現・石川町）
  - 野木沢村 ← 中野村、曲木村、塩沢村（現・石川町）
  - 泉村 ← 小高村、中村、竜崎村、岩法寺村、蒜生村、川辺村（現・玉川村）
  - 川東村 ← 小作田村、市野関村、日照田村、田中村、上小山田村、下小山田村（現・須賀川市）
  - 小塩江村 ← 塩田村、小倉村、江持村、堤村（現・須賀川市）
  - 大森田村 ← 大栗村、狸森村、雨田村（現・須賀川市）
  - 須釜村 ← 南須釜村、北須釜村、吉村、山小屋村、山新田村、四辻新田村（現・玉川村）
  - 蓬田村 ← 上蓬田村、下蓬田村、蓬田新田村、九生滝村、鴇子村、小松原村、永田村（現・平田村）
  - 小平村 ← 小平村、北方村、駒形村、中倉村、西山村、東山村（現・平田村）
  - 母畑村 ← 母畑村、湯郷渡村、北山村（現・石川町）
  - 中谷村 ← 双里村、形見村、谷沢村、谷地村、坂路村、中田村（現・石川町）
  - 山橋村 ← 山形村、板橋村、南山形村、北山形村（現・石川町）、山白石村（現・浅川町）
  - 浅川村 ← 浅川村、滝輪村、染村、福貴作村、畑田村、東大畑村、里白石村、中里村、松野入村、大草村、根岸村、袖山村、簔輪村（現・浅川町）
- 明治26年（1893年）2月3日 - 山橋村の一部（大字山白石）が分立して山白石村が発足。（15村）
- 明治27年（1894年）3月27日 - 石川村が町制施行して石川町となる。（1町14村）
- 明治30年（1897年）10月1日 - 郡制を施行。
- 大正12年（1923年）4月1日 - 郡会が廃止。郡役所は存続。
- 大正15年（1926年）7月1日 - 郡役所が廃止。以降は地域区分名称となる。
- 昭和10年（1935年）7月1日 - 浅川村が町制施行して浅川町となる。（2町13村）
- 昭和29年（1954年）
  - 3月31日 - 小塩江村が岩瀬郡須賀川町・稲田村・西袋村・浜田村と合併して須賀川市が発足し、郡より離脱。（2町12村）
  - 10月1日 - 浅川町・山白石村が合併し、改めて浅川町が発足。（2町11村）
- 昭和30年（1955年）
  - 1月1日 - 川東村と大森田村が合併して大東村が発足。（2町10村）
  - 3月31日（2町3村）
    - 石川町・沢田村・中谷村・野木沢村・母畑村・山橋村が合併し、改めて石川町が発足。
    - 泉村・須釜村が合併して玉川村が発足。
    - 小平村・蓬田村が合併して平田村が発足。

  - 8月20日 - 西白河郡東村の一部（小貫・太田輪）が浅川町に編入。
- 昭和42年（1967年）2月1日 - 大東村が須賀川市に編入。（2町2村）
- 平成6年（1994年）4月1日 - 東白川郡古殿町の所属郡が当郡に変更。（3町2村）

### 変遷表
| 藩政期           | 明治12年       | 明治22年4月1日  | 明治22年 - 大正15年             | 昭和元年 - 昭和28年            | 昭和29年 - 昭和30年             | 昭和31年 - 昭和63年            | 平成1年 - 現在              | 現在     |
| ---------------- | -------------- | --------------- | ------------------------------- | ------------------------------ | ------------------------------- | ------------------------------ | --------------------------- | -------- |
| 高田町村         | 石川村         | 石川村          | 明治27年3月27日 町制施行 石川町 | 石川町                         | 昭和30年3月31日 石川町          | 石川町                         | 石川町                      | 石川町   |
| 下泉町村         | 石川村         | 石川村          | 明治27年3月27日 町制施行 石川町 | 石川町                         | 昭和30年3月31日 石川町          | 石川町                         | 石川町                      | 石川町   |
| 内槙村           | 石川村         | 石川村          | 明治27年3月27日 町制施行 石川町 | 石川町                         | 昭和30年3月31日 石川町          | 石川町                         | 石川町                      | 石川町   |
| 外槙村           | 石川村         | 石川村          | 明治27年3月27日 町制施行 石川町 | 石川町                         | 昭和30年3月31日 石川町          | 石川町                         | 石川町                      | 石川町   |
| 赤羽村           | 赤羽村         | 沢田村          | 沢田村                          | 沢田村                         | 昭和30年3月31日 石川町          | 石川町                         | 石川町                      | 石川町   |
| 沢井村           | 沢井村         | 沢田村          | 沢田村                          | 沢田村                         | 昭和30年3月31日 石川町          | 石川町                         | 石川町                      | 石川町   |
| 新屋敷村         | 新屋敷村       | 沢田村          | 沢田村                          | 沢田村                         | 昭和30年3月31日 石川町          | 石川町                         | 石川町                      | 石川町   |
| 中田村           | 中田村         | 中谷村          | 中谷村                          | 中谷村                         | 昭和30年3月31日 石川町          | 石川町                         | 石川町                      | 石川町   |
| 谷沢村           | 谷沢村         | 中谷村          | 中谷村                          | 中谷村                         | 昭和30年3月31日 石川町          | 石川町                         | 石川町                      | 石川町   |
| 谷地村           | 谷地村         | 中谷村          | 中谷村                          | 中谷村                         | 昭和30年3月31日 石川町          | 石川町                         | 石川町                      | 石川町   |
| 形見村           | 形見村         | 中谷村          | 中谷村                          | 中谷村                         | 昭和30年3月31日 石川町          | 石川町                         | 石川町                      | 石川町   |
| 坂路村           | 坂路村         | 中谷村          | 中谷村                          | 中谷村                         | 昭和30年3月31日 石川町          | 石川町                         | 石川町                      | 石川町   |
| 双里村           | 双里村         | 中谷村          | 中谷村                          | 中谷村                         | 昭和30年3月31日 石川町          | 石川町                         | 石川町                      | 石川町   |
| 中野村           | 中野村         | 野木沢村        | 野木沢村                        | 野木沢村                       | 昭和30年3月31日 石川町          | 石川町                         | 石川町                      | 石川町   |
| 曲木村           | 曲木村         | 野木沢村        | 野木沢村                        | 野木沢村                       | 昭和30年3月31日 石川町          | 石川町                         | 石川町                      | 石川町   |
| 塩沢村           | 塩沢村         | 野木沢村        | 野木沢村                        | 野木沢村                       | 昭和30年3月31日 石川町          | 石川町                         | 石川町                      | 石川町   |
| 母畑村           | 母畑村         | 母畑村          | 母畑村                          | 母畑村                         | 昭和30年3月31日 石川町          | 石川町                         | 石川町                      | 石川町   |
| 北山村           | 北山村         | 母畑村          | 母畑村                          | 母畑村                         | 昭和30年3月31日 石川町          | 石川町                         | 石川町                      | 石川町   |
| 湯郷渡村         | 湯郷渡村       | 母畑村          | 母畑村                          | 母畑村                         | 昭和30年3月31日 石川町          | 石川町                         | 石川町                      | 石川町   |
| 山形村           | 山形村         | 山橋村          | 山橋村                          | 山橋村                         | 昭和30年3月31日 石川町          | 石川町                         | 石川町                      | 石川町   |
| 北山形村         | 北山形村       | 山橋村          | 山橋村                          | 山橋村                         | 昭和30年3月31日 石川町          | 石川町                         | 石川町                      | 石川町   |
| 南山形村         | 南山形村       | 山橋村          | 山橋村                          | 山橋村                         | 昭和30年3月31日 石川町          | 石川町                         | 石川町                      | 石川町   |
| 板橋村           | 板橋村         | 山橋村          | 山橋村                          | 山橋村                         | 昭和30年3月31日 石川町          | 石川町                         | 石川町                      | 石川町   |
| 山白石村         | 山白石村       | 山橋村          | 明治26年2月3日 山白石村         | 山白石村                       | 昭和29年10月1日 浅川町          | 浅川町                         | 浅川町                      | 浅川町   |
| 浅川村           | 浅川村         | 浅川村          | 浅川村                          | 昭和10年7月1日 町制施行 浅川町 | 昭和29年10月1日 浅川町          | 浅川町                         | 浅川町                      | 浅川町   |
| 大草村           | 大草村         | 浅川村          | 浅川村                          | 昭和10年7月1日 町制施行 浅川町 | 昭和29年10月1日 浅川町          | 浅川町                         | 浅川町                      | 浅川町   |
| 里白石村         | 里白石村       | 浅川村          | 浅川村                          | 昭和10年7月1日 町制施行 浅川町 | 昭和29年10月1日 浅川町          | 浅川町                         | 浅川町                      | 浅川町   |
| 袖山村           | 袖山村         | 浅川村          | 浅川村                          | 昭和10年7月1日 町制施行 浅川町 | 昭和29年10月1日 浅川町          | 浅川町                         | 浅川町                      | 浅川町   |
| 染村             | 染村           | 浅川村          | 浅川村                          | 昭和10年7月1日 町制施行 浅川町 | 昭和29年10月1日 浅川町          | 浅川町                         | 浅川町                      | 浅川町   |
| 滝輪村           | 滝輪村         | 浅川村          | 浅川村                          | 昭和10年7月1日 町制施行 浅川町 | 昭和29年10月1日 浅川町          | 浅川町                         | 浅川町                      | 浅川町   |
| 中里村           | 中里村         | 浅川村          | 浅川村                          | 昭和10年7月1日 町制施行 浅川町 | 昭和29年10月1日 浅川町          | 浅川町                         | 浅川町                      | 浅川町   |
| 根岸村           | 根岸村         | 浅川村          | 浅川村                          | 昭和10年7月1日 町制施行 浅川町 | 昭和29年10月1日 浅川町          | 浅川町                         | 浅川町                      | 浅川町   |
| 畑田村           | 畑田村         | 浅川村          | 浅川村                          | 昭和10年7月1日 町制施行 浅川町 | 昭和29年10月1日 浅川町          | 浅川町                         | 浅川町                      | 浅川町   |
| 松野入村         | 松野入村       | 浅川村          | 浅川村                          | 昭和10年7月1日 町制施行 浅川町 | 昭和29年10月1日 浅川町          | 浅川町                         | 浅川町                      | 浅川町   |
| 簑輪村           | 簑輪村         | 浅川村          | 浅川村                          | 昭和10年7月1日 町制施行 浅川町 | 昭和29年10月1日 浅川町          | 浅川町                         | 浅川町                      | 浅川町   |
| 東大畑村         | 東大畑村       | 浅川村          | 浅川村                          | 昭和10年7月1日 町制施行 浅川町 | 昭和29年10月1日 浅川町          | 浅川町                         | 浅川町                      | 浅川町   |
| 小高村           | 小高村         | 泉村            | 泉村                            | 泉村                           | 昭和30年3月31日 玉川村          | 玉川村                         | 玉川村                      | 玉川村   |
| 岩法寺村         | 岩法寺村       | 泉村            | 泉村                            | 泉村                           | 昭和30年3月31日 玉川村          | 玉川村                         | 玉川村                      | 玉川村   |
| 川辺村           | 川辺村         | 泉村            | 泉村                            | 泉村                           | 昭和30年3月31日 玉川村          | 玉川村                         | 玉川村                      | 玉川村   |
| 竜崎村           | 竜崎村         | 泉村            | 泉村                            | 泉村                           | 昭和30年3月31日 玉川村          | 玉川村                         | 玉川村                      | 玉川村   |
| 中村             | 中村           | 泉村            | 泉村                            | 泉村                           | 昭和30年3月31日 玉川村          | 玉川村                         | 玉川村                      | 玉川村   |
| 蒜生村           | 蒜生村         | 泉村            | 泉村                            | 泉村                           | 昭和30年3月31日 玉川村          | 玉川村                         | 玉川村                      | 玉川村   |
| 北須釜村         | 北須釜村       | 須釜村          | 須釜村                          | 須釜村                         | 昭和30年3月31日 玉川村          | 玉川村                         | 玉川村                      | 玉川村   |
| 南須釜村         | 南須釜村       | 須釜村          | 須釜村                          | 須釜村                         | 昭和30年3月31日 玉川村          | 玉川村                         | 玉川村                      | 玉川村   |
| 吉村             | 吉村           | 須釜村          | 須釜村                          | 須釜村                         | 昭和30年3月31日 玉川村          | 玉川村                         | 玉川村                      | 玉川村   |
| 山小屋村         | 山小屋村       | 須釜村          | 須釜村                          | 須釜村                         | 昭和30年3月31日 玉川村          | 玉川村                         | 玉川村                      | 玉川村   |
| 山新田村         | 山新田村       | 須釜村          | 須釜村                          | 須釜村                         | 昭和30年3月31日 玉川村          | 玉川村                         | 玉川村                      | 玉川村   |
| 〔岩〕四辻新田村 | 四辻新田村     | 須釜村          | 須釜村                          | 須釜村                         | 昭和30年3月31日 玉川村          | 玉川村                         | 玉川村                      | 玉川村   |
| 小平村           | 小平村         | 小平村          | 小平村                          | 小平村                         | 昭和30年3月31日 平田村          | 平田村                         | 平田村                      | 平田村   |
| 駒形村           | 駒形村         | 小平村          | 小平村                          | 小平村                         | 昭和30年3月31日 平田村          | 平田村                         | 平田村                      | 平田村   |
| 中倉村           | 中倉村         | 小平村          | 小平村                          | 小平村                         | 昭和30年3月31日 平田村          | 平田村                         | 平田村                      | 平田村   |
| 西山村           | 西山村         | 小平村          | 小平村                          | 小平村                         | 昭和30年3月31日 平田村          | 平田村                         | 平田村                      | 平田村   |
| 東山村           | 東山村         | 小平村          | 小平村                          | 小平村                         | 昭和30年3月31日 平田村          | 平田村                         | 平田村                      | 平田村   |
| 〔前〕上北方村   | 上北方村       | 小平村          | 小平村                          | 小平村                         | 昭和30年3月31日 平田村          | 平田村                         | 平田村                      | 平田村   |
| 〔前〕下北方村   | 下北方村       | 小平村          | 小平村                          | 小平村                         | 昭和30年3月31日 平田村          | 平田村                         | 平田村                      | 平田村   |
| 上蓬田村         | 上蓬田村       | 蓬田村          | 蓬田村                          | 蓬田村                         | 昭和30年3月31日 平田村          | 平田村                         | 平田村                      | 平田村   |
| 下蓬田村         | 下蓬田村       | 蓬田村          | 蓬田村                          | 蓬田村                         | 昭和30年3月31日 平田村          | 平田村                         | 平田村                      | 平田村   |
| 蓬田新田村       | 蓬田新田村     | 蓬田村          | 蓬田村                          | 蓬田村                         | 昭和30年3月31日 平田村          | 平田村                         | 平田村                      | 平田村   |
| 九生滝村         | 九生滝村       | 蓬田村          | 蓬田村                          | 蓬田村                         | 昭和30年3月31日 平田村          | 平田村                         | 平田村                      | 平田村   |
| 大柿村           | 小松原村       | 蓬田村          | 蓬田村                          | 蓬田村                         | 昭和30年3月31日 平田村          | 平田村                         | 平田村                      | 平田村   |
| 北向村           | 小松原村       | 蓬田村          | 蓬田村                          | 蓬田村                         | 昭和30年3月31日 平田村          | 平田村                         | 平田村                      | 平田村   |
| 鴇子村           | 鴇子村         | 蓬田村          | 蓬田村                          | 蓬田村                         | 昭和30年3月31日 平田村          | 平田村                         | 平田村                      | 平田村   |
| 永田村           | 永田村         | 蓬田村          | 蓬田村                          | 蓬田村                         | 昭和30年3月31日 平田村          | 平田村                         | 平田村                      | 平田村   |
| 〔岩〕小倉村     | 小倉村         | 小塩江村        | 小塩江村                        | 小塩江村                       | 昭和29年3月31日 須賀川市        | 須賀川市                       | 須賀川市                    | 須賀川市 |
| 〔岩〕塩田村     | 塩田村         | 小塩江村        | 小塩江村                        | 小塩江村                       | 昭和29年3月31日 須賀川市        | 須賀川市                       | 須賀川市                    | 須賀川市 |
| 〔岩〕江持村     | 江持村         | 小塩江村        | 小塩江村                        | 小塩江村                       | 昭和29年3月31日 須賀川市        | 須賀川市                       | 須賀川市                    | 須賀川市 |
| 〔岩〕堤村       | 堤村           | 小塩江村        | 小塩江村                        | 小塩江村                       | 昭和29年3月31日 須賀川市        | 須賀川市                       | 須賀川市                    | 須賀川市 |
| 〔岩〕大栗村     | 大栗村         | 大森田村        | 大森田村                        | 大森田村                       | 昭和30年1月1日 大東村           | 昭和42年2月1日 須賀川市に編入  | 須賀川市                    | 須賀川市 |
| 〔岩〕狸森村     | 狸森村         | 大森田村        | 大森田村                        | 大森田村                       | 昭和30年1月1日 大東村           | 昭和42年2月1日 須賀川市に編入  | 須賀川市                    | 須賀川市 |
| 〔岩〕雨田村     | 雨田村         | 大森田村        | 大森田村                        | 大森田村                       | 昭和30年1月1日 大東村           | 昭和42年2月1日 須賀川市に編入  | 須賀川市                    | 須賀川市 |
| 〔岩〕市野関村   | 市野関村       | 川東村          | 川東村                          | 川東村                         | 昭和30年1月1日 大東村           | 昭和42年2月1日 須賀川市に編入  | 須賀川市                    | 須賀川市 |
| 〔岩〕上小山田村 | 上小山田村     | 川東村          | 川東村                          | 川東村                         | 昭和30年1月1日 大東村           | 昭和42年2月1日 須賀川市に編入  | 須賀川市                    | 須賀川市 |
| 〔岩〕下小山田村 | 下小山田村     | 川東村          | 川東村                          | 川東村                         | 昭和30年1月1日 大東村           | 昭和42年2月1日 須賀川市に編入  | 須賀川市                    | 須賀川市 |
| 〔岩〕小作田村   | 小作田村       | 川東村          | 川東村                          | 川東村                         | 昭和30年1月1日 大東村           | 昭和42年2月1日 須賀川市に編入  | 須賀川市                    | 須賀川市 |
| 〔岩〕田中村     | 田中村         | 川東村          | 川東村                          | 川東村                         | 昭和30年1月1日 大東村           | 昭和42年2月1日 須賀川市に編入  | 須賀川市                    | 須賀川市 |
| 〔岩〕日照田村   | 日照田村       | 川東村          | 川東村                          | 川東村                         | 昭和30年1月1日 大東村           | 昭和42年2月1日 須賀川市に編入  | 須賀川市                    | 須賀川市 |
| 〔川〕竹貫村     | 〔川〕竹貫村   | 東白川郡 竹貫村 | 東白川郡 竹貫村                 | 東白川郡 竹貫村                | 昭和30年3月31日 東白川郡 古殿村 | 昭和32年4月1日 東白川郡 古殿町 | 平成6年4月1日 石川郡 古殿町 | 古殿町   |
| 〔川〕鎌田村     | 〔川〕鎌田村   | 東白川郡 竹貫村 | 東白川郡 竹貫村                 | 東白川郡 竹貫村                | 昭和30年3月31日 東白川郡 古殿村 | 昭和32年4月1日 東白川郡 古殿町 | 平成6年4月1日 石川郡 古殿町 | 古殿町   |
| 〔川〕仙石村     | 〔川〕仙石村   | 東白川郡 竹貫村 | 東白川郡 竹貫村                 | 東白川郡 竹貫村                | 昭和30年3月31日 東白川郡 古殿村 | 昭和32年4月1日 東白川郡 古殿町 | 平成6年4月1日 石川郡 古殿町 | 古殿町   |
| 〔川〕田口村     | 〔川〕田口村   | 東白川郡 竹貫村 | 東白川郡 竹貫村                 | 東白川郡 竹貫村                | 昭和30年3月31日 東白川郡 古殿村 | 昭和32年4月1日 東白川郡 古殿町 | 平成6年4月1日 石川郡 古殿町 | 古殿町   |
| 〔川〕大久田村   | 〔川〕大久田村 | 東白川郡 宮本村 | 東白川郡 宮本村                 | 東白川郡 宮本村                | 昭和30年3月31日 東白川郡 古殿村 | 昭和32年4月1日 東白川郡 古殿町 | 平成6年4月1日 石川郡 古殿町 | 古殿町   |
| 〔川〕松川村     | 〔川〕松川村   | 東白川郡 宮本村 | 東白川郡 宮本村                 | 東白川郡 宮本村                | 昭和30年3月31日 東白川郡 古殿村 | 昭和32年4月1日 東白川郡 古殿町 | 平成6年4月1日 石川郡 古殿町 | 古殿町   |
| 〔川〕山上村     | 〔川〕山上村   | 東白川郡 宮本村 | 東白川郡 宮本村                 | 東白川郡 宮本村                | 昭和30年3月31日 東白川郡 古殿村 | 昭和32年4月1日 東白川郡 古殿町 | 平成6年4月1日 石川郡 古殿町 | 古殿町   |
| 〔川〕論田村     | 〔川〕論田村   | 東白川郡 宮本村 | 東白川郡 宮本村                 | 東白川郡 宮本村                | 昭和30年3月31日 東白川郡 古殿村 | 昭和32年4月1日 東白川郡 古殿町 | 平成6年4月1日 石川郡 古殿町 | 古殿町   |

〔岩〕－岩瀬郡所属、〔前〕－磐前郡所属、〔川〕－白川郡→東白川郡所属

## 行政
歴代郡長
| 代 | 氏名 | 就任年月日                | 退任年月日                | 備考                   |
| -- | ---- | ------------------------- | ------------------------- | ---------------------- |
| 1  |      | 明治12年（1879年）1月27日 |                           |                        |
|    |      |                           | 大正15年（1926年）6月30日 | 郡役所廃止により、廃官 |